# 中尾堯
中尾 堯（なかお たかし、1931年12月14日 - ）、中尾堯文（なかお　ぎょうぶん）。日本の歴史学者、仏教学者、立正大学名誉教授。仏教古文書学の観点からの日蓮遺文や曼荼羅本尊などを研究。

## 来歴
広島県三次市生まれ。
立正大学文学部史学科卒、1957年（昭和32年）同大学院修士課程修了、同文学部副手、助手。立正女子大学短期大学助教授。1974年（昭和49年）『日蓮宗の成立と展開 中山法華経寺を中心として』で、文学博士（東京教育大学）の学位を取得。
1979年（昭和54年）立正大学文学部教授。
2002年（平成14年）定年退任、名誉教授。日本古文書学会会長、文部省学術審議会専門委員、文化庁文化財保護審議会専門委員、千葉県文化財保護審議会委員などを歴任。
2013年（平成25年）、春の叙勲において瑞宝中綬章受章。
現在、講師として、新宿の常円寺を会場に公開講義『御遺文で辿る日蓮聖人の御生涯』（日蓮宗東京西部教化センター主催）を毎月1回開いている。

## 著書
- 『日親 その行動と思想』評論社　日本人の行動と思想　1971
- 『日蓮宗の成立と展開 中山法華経寺を中心として』吉川弘文館　日本宗教史研究叢書 1973
- 『日本の名僧99の謎 激動期を生きぬいた魂の救済者たち』産報ジャーナル　サンポウ・ブックス　1978
- 『日蓮宗の歴史 日蓮とその教団』教育社歴史新書 日本史 1980
- 『日蓮の寺』東京書籍　1987
- 『日蓮を歩く』内藤正敏写真 佼成出版社　写真紀行日本の祖師　1992
- 『ご真蹟にふれる』日蓮宗新聞社　1994
- 『日蓮信仰の系譜と儀礼』吉川弘文館　1999
- 『中世の勧進聖と舎利信仰』吉川弘文館　2001
- 『日蓮』吉川弘文館　歴史文化ライブラリー　2001
- 『日蓮聖人のご真蹟』臨川書店　2004
- 『日蓮聖人の法華曼荼羅』臨川書店　2004
- 『読み解く『立正安国論』』臨川書店　2008
- 『日蓮 日本人のこころの言葉』創元社　2009
- 『名句で読む『立正安国論』 30章句』日蓮宗新聞社　2009
- 『日蓮聖人からあなたへの手紙』日蓮宗新聞社　さだるま新書 2012

## 共編著
- 『中山法華経寺史料』編　吉川弘文館　1968
- 『古寺巡礼辞典』編　東京堂出版　1973
- 『日蓮宗の諸問題』編　雄山閣　1975
- 『日本名僧辞典』今井雅晴共編　東京堂出版　1976
- 『日本仏教基礎講座 第7巻 日蓮宗』渡辺宝陽共編　雄山閣出版　1978
- 『日蓮聖人事蹟事典』編　雄山閣出版　1981
- 『日本の聖域 第3巻 日蓮と身延・七面山』菊池東太共著　佼成出版社　1981
- 『日本名僧論集 第9巻　日蓮』渡辺宝陽共編　吉川弘文館　1982
- 『日本人の仏教』8 庶民と歩んだ僧たち 9 寺院の歴史と伝統 編著 東京書籍　1983
- 『日本名僧論集 第5巻 重源・叡尊・忍性』今井雅晴共編　吉川弘文館　1983
- 『日本仏教宗史論集 第9巻 日蓮聖人と日蓮宗』渡辺宝陽共編　吉川弘文館　1984
- 『日本古文書学論集 10 中世 6 中世の宗教文書』編 吉川弘文館 1987
- 『論集日本仏教史 第6巻 戦国時代』編　雄山閣出版　1988
- 『日本仏教史 中世』大隅和雄共編　吉川弘文館　1998
- 『日蓮真蹟遺文と寺院文書』吉川弘文館　2002
- 『重源 旅の勧進聖』編　吉川弘文館　2004　日本の名僧
- 『知っておきたい名僧のことば事典』今井雅晴共編　吉川弘文館　2010

## 論文
- CiNii>中尾堯
- INBUDS>中尾堯

## 記念論集
- 『鎌倉仏教の思想と文化』吉川弘文館　2002
- 『中世の寺院体制と社会』吉川弘文館　2002

## 参考
- 紀伊國屋書店>日蓮聖人の法華曼荼羅
- 『御遺文で辿る日蓮聖人の御生涯』(常円寺ホームページ)※毎月一回開催の公開講義

## 注
1. ↑  『現代日本人名録』
2. ↑  “平成25年春の叙勲 瑞宝中綬章受章者” (PDF).  内閣府. p. 14 (2013年4月29日). 2013年6月13日時点のオリジナルよりアーカイブ。2023年3月24日閲覧。